# Patricia De Landtsheer
Patricia De Landtsheer (Dendermonde, 7 februari 1952) is een Vlaams auteur van jeugdboeken. Ze schreef ook enkele romans.
De Landtsheer is getrouwd en heeft een dochter. Oorspronkelijk wilde ze lerares worden, maar door omstandigheden kwam het daar niet van. Ze geeft jaarlijks veel schoollezingen.